# Episodi di Dexter (quarta stagione)
La quarta stagione della serie televisiva Dexter è stata trasmessa in prima visione negli Stati Uniti d'America da Showtime dal 27 settembre al 13 dicembre 2009.
In Italia, la stagione è stata trasmessa in prima visione satellitare da FX, canale a pagamento della piattaforma Sky, dal 5 marzo al 21 maggio 2010; in chiaro è stata trasmessa da Rai 4 dal 1º settembre al 6 ottobre 2013.
Durante questa stagione Desmond Harrington entra nel cast principale, mentre ne esce Julie Benz.
L'antagonista principale della stagione è Trinity Killer alias Arthur Mitchell.
| nº | Titolo originale     | Titolo italiano      | Prima TV USA      | Prima TV Italia |
| -- | -------------------- | -------------------- | ----------------- | --------------- |
| 1  | Living the Dream     | Una vita da sogno    | 27 settembre 2009 | 5 marzo 2010    |
| 2  | Remains to Be Seen   | Frammenti di memoria | 4 ottobre 2009    | 12 marzo 2010   |
| 3  | Blinded by the Light | Luci accecanti       | 11 ottobre 2009   | 19 marzo 2010   |
| 4  | Dex Takes a Holiday  | 3 giorni di libertà  | 18 ottobre 2009   | 26 marzo 2010   |
| 5  | Dirty Harry          | Sete di vendetta     | 25 ottobre 2009   | 2 aprile 2010   |
| 6  | If I Had a Hammer    | Datemi un martello   | 1º novembre 2009  | 9 aprile 2010   |
| 7  | Slack Tide           | Calma piatta         | 8 novembre 2009   | 16 aprile 2010  |
| 8  | Road Kill            | Rimorsi              | 15 novembre 2009  | 23 aprile 2010  |
| 9  | Hungry Man           | Giorno di festa      | 22 novembre 2009  | 30 aprile 2010  |
| 10 | Lost Boys            | Bambini sperduti     | 29 novembre 2009  | 7 maggio 2010   |
| 11 | Hello, Dexter Morgan | Faccia a faccia      | 6 dicembre 2009   | 14 maggio 2010  |
| 12 | The Getaway          | La storia si ripete  | 13 dicembre 2009  | 21 maggio 2010  |

## Una vita da sogno

Trinity Killer mentre uccide una donna

- Titolo originale: Living the Dream
- Diretto da: Marcos Siega
- Scritto da: Clyde Phillips

### Trama
Sei mesi dopo il matrimonio con Rita, Dexter vive ora con tre figli e sua moglie in una nuova casa. Con il suo nuovo figlio Harrison, la complessità dell'essere padre rende più difficile a Dexter concentrarsi sul suo lavoro. La mancanza di sonno lo induce in errore durante una deposizione in tribunale, dove porta con sé gli appunti su un caso diverso da quello discusso: questo porta l'imputato Benny Gomez, un violento assassino accusato di omicidio, a essere assolto. Intanto Debra è alla ricerca dell'informatrice che ha avuto una relazione con suo padre. Sulla scena del crimine viene trovato il cadavere di una ragazza nella vasca da bagno della propria abitazione e date le poche tracce, Dexter intuisce di avere davanti un killer professionista. Dopo aver lasciato la detective Barbara, Angel porta avanti una relazione segreta con La Guerta. L'agente Lundy, ormai prossimo alla pensione, torna a Miami per indagare su un caso collegato ad altri diversi casi irrisolti, di almeno 30 anni, attuati da quello che chiamano il Trinity Killer. La vittima infatti è stata uccisa nello stesso luogo e nello stesso modo in cui anni prima fu trovata la prima vittima di Trinity Killer. Intanto Quinn aiuta una giornalista a scrivere gli articoli sugli omicidi con la scusa di chiederle un appuntamento. Dopo una chiamata di Rita, Dexter uccide frettolosamente Gomez, l'omicida liberato dopo la sua deposizione, ma tornando a casa si addormenta alla guida e ha un incidente.
- Guest star: John Lithgow (Arthur Mitchell), David Ramsey (Anton Briggs), Adrienne Barbeau (Suzanna Coffey), Courtney Ford (Christine Hill), Lisa Darr (Avvocato di Benny), Jerry O'Donnell (Detective), Keith Carradine (Frank Lundy).

## Frammenti di memoria
- Titolo originale: Remains to Be Seen
- Diretto da: Brian Kirk
- Scritto da: Charles H. Eglee

### Trama
A seguito dell'amnesia causata dal suo incidente stradale, Dexter comincia a cercare il corpo di Benny Gomez, l'assassino da lui ucciso prima dello scontro in auto. Così si reca nell'autofficina dove è riposta la sua auto in frantumi e appena vede che nel bagagliaio le buste contenenti la vittima sono sparite, comincia a pensare che siano sbalzate dall'auto durante l'incidente, ma neanche lì le trova. Nel frattempo Debra è alle prese con il ritorno del suo vecchio amante, l'agente Lundy, mentre Quinn prova a destreggiarsi tra la sua vita privata e il lavoro. Intanto Trinity Killer comincia a seguire la sua prossima vittima, Tarla Grant, una giovane madre. Dexter viene convocato su una scena del crimine, che apre un capitolo chiamato "omicidi in vacanza", dove sorprende Quinn a rubare dei soldi dalla cassaforte della vittima, ma finge di non vederlo in quanto ha altre cose a cui pensare. Rita scopre che Dexter ha avuto un incidente ben più grave di quello che le aveva raccontato e chiede al marito di tornare a casa per riposarsi, ma Dexter non può sia perché LaGuerta ha ordinato ai dipendenti di fare gli straordinari per portare avanti il caso e sia perché deve ritrovare il corpo di Gomez che alla fine trova nascosto nella sacca da pugile della palestra abbandonata dove aveva svolto il suo rituale.
- Guest star: John Lithgow (Arthur Mitchell), David Ramsey (Anton Briggs), Courtney Ford (Christine Hill), Richard Gilliland (Eddie Noonan), Suzanne Cryer (Tarla Grant).

## Luci accecanti
- Titolo originale: Blinded by the Light
- Diretto da: Marcos Siega
- Scritto da: Scott Buck

### Trama
Quando un vandalo comincia a creare problemi nel quartiere, i vicini di Dexter diventano vigilanti e diffidenti, due cose di cui Dexter non ha certamente bisogno. La sua libertà è anche impedita da Rita, che insiste per accompagnarlo in giro dopo il suo incidente. Debra è turbata quando Anton le annuncia che ha ottenuto un lavoro in città per passare più tempo con lei. Intanto Quinn cerca di essere gentile con Dexter, regalandogli dei biglietti per una partita di football, perché teme che l'ematologo possa rivelare a qualcuno del furto che ha compiuto sulla scena del crimine. Dexter non sapendo cosa farsene li regala a Masuka, ma quando Quinn viene a saperlo affronta l'ematologo che gli promette di non rivelare niente a nessuno. Nel frattempo Trinity Killer uccide la sua nuova vittima, Tarla Grant, obbligandola a lanciarsi dall'ultimo piano di un magazzino abbandonato, facendolo sembrare un suicidio. Lundy chiede a Debra di verificare se esattamente 30 anni fa c'è stato un caso simile nello stesso luogo, perché se così fosse allora la vittima è morta per mano dello stesso killer. Intanto Dexter ha dei sospetti su chi possa essere il vandalo del suo quartiere e usa le impronte digitali lasciate sulla lattina spray per risalire al colpevole: Jessy, uno dei ragazzi del vicinato. Così decide di coglierlo in flagrante con l'intento di spaventarlo, ma scopre che a vandalizzare il quartiere non è il ragazzo, bensì suo padre, Andy. Dexter cerca comunque di spaventarlo, indossando un passamontagna e riempiendolo di minacce, fino a quando l'uomo non cede e confessa di compiere furti per necessita, poiché oppresso dai debiti e senza lavoro.
- Guest star: John Lithgow (Arthur Mitchell), David Ramsey (Anton Briggs), Courtney Ford (Christine Hill), Suzanne Cryer (Tarla Grant), J.C. MacKenzie (Andy Brightman), Keith Carradine (Frank Lundy).

## 3 giorni di libertà
- Titolo originale: Dex Takes a Holiday
- Diretto da: John Dahl
- Scritto da: Melissa Rosenberg e Wendy West

### Trama
Mentre Rita e i figli sono fuori città per un matrimonio, Dexter si concentra su un nuovo obiettivo, Zoey Kruger, un'agente di polizia che è riuscita a inscenare l'uccisione del marito e della figlia, assassinati da lei. La Guerta e Angel discutono di uscire allo scoperto con i loro superiori, mettendo Dexter malvolentieri al centro dei loro problemi. Nel frattempo la nuova compagna di Quinn, una giornalista, usa la loro relazione per svelare la storia di come l'agente Lundy ricerchi un killer fantasma mentre il dipartimento di Miami è alle prese con il caso degli omicidi in vacanza, e a seguito dell'uscita dell'articolo Quinn viene rimproverato dai suoi superiori. Il ragazzo cerca di rompere con la giornalista, ma lei sembra tenerci alla loro relazione. Intanto Debra e Lundy fanno ricerche su omicidi di 30 anni fa in modo che possano anticipare le mosse di Trinity Killer. Anton nota che Debra passa più tempo con Lundy che con lui e pensa che la ragazza sia ancora innamorata del suo ex. Lundy, durante un sopralluogo in una potenziale scena del crimine, viene a contatto inconsciamente per pochi secondi con il killer, di cui rimane impressionato e ne registra l'aspetto sul suo registratore vocale portatile. Dexter viene a sapere che Zoey sta per vendere casa e si finge interessato per trovare indizi. Fortunatamente trova la prova schiacciante che incastra Zoey Kruger, ma quando la poliziotta viene a sapere che l'uomo lavora per la polizia e pensa che stia indagando su di lei, ne approfitta per dargli un avvertimento che a Dexter suona come una minaccia velata. A questo punto si chiede se sia rischioso mandare avanti il piano di uccidere la donna e immagina di parlare con suo padre per sapere cosa farebbe Harry. Dexter incontra nuovamente la poliziotta che lo sta pedinando e le confessa le sue scoperte, minacciandola di rivelare tutto. La folle donna tenta di intimidirlo minacciando di ucciderlo e che si inventerà che Dexter ha provato a stuprarla ma Dexter seppur furioso mantiene la calma e le fa notare che se lo uccidesse poiché lui è un ematologo la sua versione qualunque cosa dica sarebbe poco credibile. Zoey se ne va lasciando andare Dexter affermando che anche se lo racconta ai suoi superiori nessuno gli crederà ma Dexter è consapevole che tenterà di ucciderlo poiché sa dove vive. Così quella sera prepara una trappola in casa sapendo che la folle assassina tenterà di entrare in casa sua per ucciderlo. Come previsto quando la donna entra di nascosto a casa di Dexter per ucciderlo insieme alla moglie e ai figli che fortunatamente sono fuori casa, Dexter la prende di sorpresa e dopo una lotta tra loro in casa riesce a sedarla. Dexter portata Zoey nella camera dove la folle donna ha ucciso la figlia la immobilizza sul letto con il solito metodo e attende che si svegli. Quando la donna riprende i sensi Dexter ha un intenso confronto con lei e quando la psicopatica gli domanda se intende violentarla e ucciderla Dexter la prende in giro sarcasticamente affermando beffardamente che si limiterà a ucciderla e successivamente la costringe ad ammettere cosa ha fatto alla sua famiglia. Dopo aver confessato gli omicidi compiuti Zoey afferma che Dexter è come lei ma Dexter afferma che non è così perché non farebbe mai del male alla sua famiglia. La donna lo deride affermando che un giorno Dexter dovrà scegliere tra la sua vita o quella della sua famiglia ma Dexter afferma che preferirebbe far sapere alla sua famiglia la verità piuttosto che perderli e che è questo che lo rende diverso da lei e detto ciò la uccide. Nel frattempo, Debra si rende conto di essere ancora innamorata di Lundy: dopo una serata di passione, i due vengono assaliti e derubati in un parcheggio, riportando ferite gravi.
- Guest star: John Lithgow (Arthur Mitchell), David Ramsey (Anton Briggs), Courtney Ford (Christine Hill), Christina Cox (Agente Zoey Kruger), Tim Maculan (Sam), Sharon Sachs (Relatore), Keith Carradine (Frank Lundy).

## Sete di vendetta
- Titolo originale: Dirty Harry
- Diretto da: Keith Gordon
- Scritto da: Tim Schlattmann

### Trama
A seguito dell'agguato, Frank Lundy rimane ucciso mentre Debra rimane leggermente ferita e trasportata in ospedale. Gli agenti pensano sia opera del killer degli omicidi in vacanza, ma Dexter sospetta di Trinity Killer. Debra lascia Anton confessandogli il suo tradimento e si trasferisce momentaneamente da Dexter. Rita scopre che il marito è ancora in possesso del suo vecchio appartamento e diventa dubbiosa nei suoi confronti. La Guerta decide di rendere pubblica la sua relazione con Angel, ma viene a sapere dal Capitano Matthews che la sua confessione le costerà il trasferimento del collega, che riceverà però una promozione. Dexter si impossessa delle prove in mano a Lundy e inizia a dare la caccia a Trinity, trovandolo nel bel mezzo del suo terzo omicidio. Riuscendo a seguirlo fino alla sua abitazione, poco prima di sedarlo per eliminarlo, scopre che il killer si rivela essere un "normale" padre di famiglia, proprio come lui.
- Guest star: John Lithgow (Arthur Mitchell), Geoff Pierson (Capitano Tom Matthews), David Ramsey (Anton Briggs), Courtney Ford (Christine Hill), Julia Campbell (Sally Mitchell), Christina Robinson (Astor Bennett), Preston Bailey (Cody Bennett), Brando Eaton (Jonah Mitchell), Vanessa Marano (Rebecca Mitchell).

## Datemi un martello
- Titolo originale: If I Had a Hammer
- Diretto da: Romeo Tirone
- Scritto da: Lauren Gussis

### Trama
Dexter si avvicina ad Arthur Mitchel, il vero nome di Trinity Killer, e si presenta a lui come Kyle Butler. Egli scopre che l'uomo si è creato una copertura perfetta essendo un ottimo elemento per la comunità e un padre e marito perfetto. Debra, ristabilitasi, torna a lavorare e rilevando la mancanza di alcuni oggetti dall'appartamento di Lundy, ipotizza che i due siano stati assaliti direttamente da Trinity. Rita trascina Dexter a fare terapia di coppia da una psicologa, ancora più convinta che il marito le nasconda qualcosa. Masuka scopre che sull'ultima scena del crimine erano state depositate delle tracce di ceneri funerarie di persone imparentate con l'assassino. Puntualmente Dexter scopre che Mitchell ha perso entrambi i genitori e la sorella nello stesso modo in cui lui uccide le sue vittime, e decide di unirsi alle attività benefiche di Trinity con il fine di spiarlo, riuscendo a entrare in casa sua con una scusa e scoprendo il lato malvagio del suo nuovo amico, e provocandolo per aver toccato l'urna contenente le ceneri della sorella deceduta. Dopo essersi scusato, Arthur regala a Dexter il martello usato per l'assassinio di pochi giorni prima. Angel e La Guerta decidono di lasciarsi ufficialmente, così che nessuno dei due debba abbandonare la Omicidi. Finalmente Dexter abbandona il suo vecchio appartamento perché con Rita ha costruito un capanno in giardino, di cui solo lui possiede la chiave, in cui poter trovare spazio per le sue cose, soprattutto i ferri del mestiere e i suoi "amici in vetrino".
- Guest star: John Lithgow (Arthur Mitchell), Geoff Pierson (Capitano Tom Matthews), Courtney Ford (Christine Hill), Julia Campbell (Sally Mitchell), Roma Maffia (Consulente Matrimoniale), Brando Eaton (Jonah Mitchell), Vanessa Marano (Rebecca Mitchell), Christina Robinson (Astor Bennett), Preston Bailey (Cody Bennett), Alicia Lagano (Nikki Wald).

## Calma piatta
- Titolo originale: Slack Tide
- Diretto da: Tim Hunter
- Scritto da: Scott Buck

### Trama
Dexter viene chiamato a lavorare a un nuovo caso quando il braccio di una ragazza viene ritrovato nello stomaco di un alligatore. È l'inizio di una nuova caccia all'uomo: Jonathan Farrow, che per Dexter diventa presto un obiettivo personale. Debra si ostina a cercare l'amante del padre, ma quando un'informatrice le rivela che in realtà Harry andava a letto un po' con tutte, la ragazza disgustata smette di fare ricerche e chiede a Dexter di riportare i fascicoli delle ex informatrici in archivio; il ragazzo ne approfitta per distruggere il fascicolo della madre, ma ne conserva la foto. Sotto consiglio di Arthur (Trinity), Dexter cerca di incentivare l'amore per la musica di Astor regalandole una chitarra e dicendole che inizierà a prendere lezioni. Rita gli ricorda di portare Cody e altri amici in campeggio con la barca quel weekend e Dexter decide di andare a uccidere subito Farrow con la scusa di rifornire di salvagenti il suo piccolo battello. Durante questo primo tentativo di cattura di Farrow a una sua festa, Dexter viene visto da Quinn e decide di interrompere il piano e si rassegna ad aspettare. Dopo aver accompagnato Cody e suoi amici al luogo del campeggio, riceve una telefonata da Debra che lo informa di essere riuscita a convincere il tenente La Guerta ad aprire una nuova indagine sul Trinity Killer senza però considerare le ultime 3 vittime più l'ex l'agente speciale Lundy sulle quali lei ha intenzione di indagare in segreto. Scende la sera. Dexter dà la buonanotte a Cody e si prepara a uccidere Farrow. Con la barca lascia il campeggio e si reca a casa della futura vittima e, dopo aver compiuto il rituale, si disfa dei resti nella corrente del golfo. Il giorno dopo, si presenta al lavoro e scopre che Jonathan Farrow non era un killer, ma lo era il suo assistente, Timothy Brand, che vede in manette. Disperato, comprende di aver ucciso un innocente.
- Guest star: John Lithgow (Arthur Mitchell), Courtney Ford (Christine Hill), Greg Ellis (Jonathan Farrow), Mary Mara (Valerie Hodges), Christina Robinson (Astor Bennett), Preston Bailey (Cody Bennett), Rick Peters (Elliot).

## Rimorsi
- Titolo originale: Road Kill
- Diretto da: Ernest Dickerson
- Scritto da: Melissa Rosenberg e Scott Reynolds

### Trama
Dexter è sconvolto per aver ucciso Jonathan Farrow e per combattere il rimorso decide di occuparsi di Arthur Mitchell quanto prima. Gli agenti di polizia vengono a sapere della scomparsa di Farrow e attribuiscono il suo probabile crimine a Brand. Debra espone le sue teorie sul caso di Trinity Killer: ogni anno, per trent'anni, si ripetono tre omicidi identici che coinvolgono persone della stessa età (una giovane ragazza assassinata nella vasca da bagno, un finto suicidio di una giovane madre e un uomo quarantenne picchiato violentemente) e su ogni scena del crimine vengono trovate delle ceneri. Ma la ragazza rimane delusa quando La Guerta le toglie il caso del Trinity Killer perché vi è coinvolta in qualità di vittima ma, esaminando le prove di nascosto, scopre che l'autore dell'aggressione in cui muore Lundy non può essere Trinity a causa dell'altezza dell'uomo che le ha sparato che non coincide con quella del killer. In questo modo riesce a farsi riassegnare il caso di Trinity Killer. Dexter, con una scusa, segue Arthur in un suo viaggio fuori città. Qui, dopo avergli confessato di aver erroneamente ucciso un uomo durante una battuta di caccia, scopre la vera storia della famiglia di Arthur: da piccolo stava spiando la sorella farsi la doccia e questa, dopo essersi accorta di lui, nell'agitazione di cacciarlo ruppe l'anta vetrata della doccia ferendosi gravemente e morendo dissanguata, la madre dalla disperazione decise di togliersi la vita gettandosi da un palazzo mentre il padre, alcolizzato, riversava sul figlio la sua frustrazione picchiandolo; Dexter intuisce che questi sia stato ucciso da Arthur con un martello, anche se l'uomo si limita a dire che sia semplicemente morto. Angel e La Guerta riprendono segretamente a incontrarsi. Mentre Dexter è via, Rita e i bambini passano la serata in compagnia del loro vicino Elliot che sembra essersi invaghito della donna. La sera in cui Dexter vuole eliminare Trinity nota che l'uomo non è in camera e scopre che si era allontanato con l'idea di suicidarsi gettandosi da un palazzo in costruzione. L'ematologo arriva appena in tempo per salvarlo, deciso più che mai a ucciderlo di persona.
- Guest star: John Lithgow (Arthur Mitchell), Courtney Ford (Christine Hill), Julia Campbell (Sally Mitchell), Brando Eaton (Jonah Mitchell), Vanessa Marano (Rebecca Mitchell), Christina Robinson (Astor Bennett), Preston Bailey (Cody Bennett), Rick Peters (Elliot).

## Giorno di festa
- Titolo originale: Hungry Man
- Diretto da: John Dahl
- Scritto da: Wendy West

### Trama
Dexter continua a spiare Arthur e si rende conto che non ha un buon rapporto coi suoi familiari. Così parla con Jonah, il figlio di Arthur, e scopre che è molto violento e dispotico sia coi figli che con la moglie. Il figlio invita Dexter alla festa del ringraziamento prevista per il giorno successivo. Nel frattempo Debra intuisce che Trinity Killer uccide sempre nel periodo delle vacanze scolastiche, quindi sospetta che lavori all'interno del circuito scolastico. Nel giorno di festa, Arthur rompe il dito al figlio per punirlo di aver rotto la macchina e Dexter scopre che Trinity Killer ha l'abitudine di chiudere la figlia a chiave in camera sua. Rita chiama Dexter per informarlo che Cody è caduto all'interno della rimessa personale di Dexter e che il vicino, Elliot, ha dovuto sfondare la porta per liberarlo. Poco dopo Rita viene baciata dallo stesso uomo ma senza ricambiare; i due vengono visti di nascosto da Masuka, invitato da Debra al pranzo della famiglia Morgan. Dexter vorrebbe tornare subito a casa ma il figlio di Arthur, stanco delle angherie del padre, scatena un litigio durante il quale viene strangolato, ma Dexter interviene e lo minaccia con un coltello, venendo bloccato dalla moglie e della figlia. Inoltre, Debra sospetta che l'autrice della sua aggressione sia Christine, ragazza di Quinn e giornalista senza più notizie su cui scrivere articoli. La stessa donna si scopre essere figlia di Arthur.
- Guest star: John Lithgow (Arthur Mitchell), Courtney Ford (Christine Hill), Julia Campbell (Sally Mitchell), Brando Eaton (Jonah Mitchell), Vanessa Marano (Rebecca Mitchell), Christina Robinson (Astor Bennett), Preston Bailey (Cody Bennett), Rick Peters (Elliot).

## Bambini sperduti
- Titolo originale: Lost Boys
- Diretto da: Keith Gordon
- Scritto da: Charles H. Eglee e Tim Schlattmann

### Trama
Dexter si rimette sulle tracce di Arthur e scopre che sta già riaprendo il suo ciclo di omicidi. Pedinandolo si accorge però che la sua vittima non è una donna ma bensì un bambino di 10 anni, così indaga e scopre che le sue serie di omicidi non sono tre ma quattro: un bambino scomparso anticipa le due donne e l'uomo, indizio sfuggito anche all'agente Lundy. Dexter viene visto dal folle assassino che scopre la natura da vigilante di Dexter il quale al telefono gli ordina di lasciare andare il bimbo e che racconterà tutto alla polizia ma Arthur minaccia di uccidere immediatamente il bambino in caso Dexter lo faccia. Furibondo Dexter decide di fermare Trinity una volta per tutte. Debra decide di rilasciare l'intervista a Christine ma con il solo scopo di estrarle informazioni riguardanti la sera dell'omicidio. Finita l'intervista convince Quinn a farsi aiutare, facendosi consegnare lo spazzolino della ragazza per fare il test del DNA. Dopo qualche giorno di prigionia, in cui Arthur affama il bambino per costringerlo a giocare con i giocattoli che lui usava da bambino in cui rivive la sua dolorosa infanzia rivelando che ogni volta che uccide un bambino e sta del tempo con la sua vittima riemerge ciò che è rimasto della sua umanità e che chiama sempre le sue vittime più piccole col suo nome in cui rivede il bimbo innocente che era una volta e che a causa dei traumi vissuti quell'innocenza ormai è svanita. Dopo che il bambino si mostra gentile verso Arthur e gli prega di lasciarlo andare Arthur gli fa promettere di restare innocente come è sempre stato e dopo che piccolo glielo promette gli dice falsamente che lo lascerà andare e gli dà un gelato con dentro un narcotico con cui seda il bambino e lo chiude in un borsone. Dexter si fa aiutare da Jonah nella ricerca del padre, arrivando in ritardo di pochi minuti nel luogo in cui il killer teneva segregato il bambino ma scoprendo che questi ha intenzione di gettarlo in una fossa di cemento di un cantiere. Masuka, dopo aver esaminato il DNA dello spazzolino, scopre che Christine è imparentata con Trinity e nel frattempo la ragazza comunica al padre di aver collegato gli omicidi appena avvenuti a quelli passati e a ciò che vide da bambina, avendolo spiato durante un suo assassinio, ma di averlo sempre coperto, arrivando addirittura a uccidere l'agente Lundy, il quale era arrivato molto vicino alla verità. Dexter raggiunge il cantiere appena in tempo e, lo affronta su come ipocritamente Arthur arrivi a definirsi un uomo cristiano a seppellire vivo un bimbo innocente in una pozza di cemento. Arthur gli ordina di farsi da parte ma Dexter rifiuta intenzionato a fermarlo e i 2 si scontrano e Dexter ha la meglio ma quando è sul punto di uccidere il malvagio serial killer rendendosi conto che il bambino morirà se non lo tirerà fuori dal cemento in tempo lascia andare Arthur e riesce a estrarre il bambino ancora vivo dal cemento fresco, facendo però scappare la sua vittima e Dexter diventa più determinato che mai a rintracciarlo e fermare l'assassino. Christine viene arrestata dagli agenti della squadra omicidi.
- Guest star: John Lithgow (Arthur Mitchell), Courtney Ford (Christine Hill), Brando Eaton (Jonah Mitchell), Mary Mara (Valerie Hodges), Jake Short (Scott Smith), Preston Bailey (Cody Bennett), J.R. Cacia (Agente Gordon).

## Faccia a faccia
- Titolo originale: Hello, Dexter Morgan
- Diretto da: SJ Clarkson
- Scritto da: Scott Buck e Lauren Gussis

### Trama
Christine inizia a essere interrogata e, anche davanti a prove inconfutabili, non rivela il nome del padre, venendo rilasciata dopo pochi giorni. Quinn è sconvolto nello scoprire che la sua ragazza è imparentata con Trinity. Rita decide di confessare al marito l'errore commesso al pranzo del ringraziamento e questi si scontra con il vicino. Christine, dopo essere stata rilasciata, contatta il padre, il quale la ripudia come figlia. Dexter finge di volere un riscatto da Arthur così da poterlo incontrare. In realtà anche Arthur è sulle sue tracce scontrandosi con uno dei Kyle Butler (nome con il quale Dexter si era presentato a lui) residenti a Miami, diventando così uno dei casi di indagine. Mentre l'ematologo è sulle tracce di Arthur, ne approfitta per far sparire Stan Beaudry, un criminale rilasciato da tempo, e lasciare in casa sua tracce del DNA di Trinity per depistare la polizia. Batista e La Guerta decidono di sposarsi in segreto, senza cerimonia, per eludere le accuse mosse dal capitano Matthews che li aveva sorpresi insieme. Debra viene informata da Christine della vera versione dei fatti riguardanti la sua aggressione, confessandole di aver sparato a lei e Lundy. La giornalista, una volta capito di non poter ricevere il perdono della detective, decide di suicidarsi sparandosi proprio di fronte alla donna. Arthur capisce che Dexter ha mentito sulla sua identità così lo chiama al telefono da un parco divertimenti per depistarlo ma Dexter capendo dove si trova lo raggiunge con l'intento di ucciderlo e mettere fine ai delitti del serial killer ma proprio quando giunge nella sala giochi e comincia a dargli la caccia Debra chiama Dexter al telefono essendo devastata ancora dalla morte di Frank chiede al fratello di venire a risollevarle il morale e Dexter ritenendo sua sorella più importante del concludere la sua missione omicida decide di uccidere il serial killer in un'altra occasione, ma Arthur notato Dexter andare via all'improvviso decide di pedinarlo fino al distretto di polizia, dove scopre che lavora per la polizia e con un trucco riesce ad entrare nella centrale rubando un pass per raggiungere il piano superiore. Dexter da una finestra del suo laboratorio con orrore lo vede entrare e capisce di essere in pericolo e tenta di sgattaiolare via ma Arthur lo blocca e riesce arrivare di fronte all'ematologo scoprendone la vera identità e malignamente legge il suo nome in modo crudele e beffardo ritenendo di avere ormai Dexter in pugno.
- Guest star: John Lithgow (Arthur Mitchell), Geoff Pierson (Capitano Tom Matthews), Courtney Ford (Christine Hill), Rick Peters (Elliot), Jake Short (Scott Smith), Chad Todhunter (Kyle Butler), Ian Patrick Williams (Stan Beaudry).

## La storia si ripete
- Titolo originale: The Getaway
- Diretto da: Steve Shill
- Scritto da: Wendy West, Melissa Rosenberg e Scott Reynolds

### Trama
Dexter si rende conto che Arthur l'ha messo in trappola e non può reagire sul posto di lavoro e dice ad Arthur di parlare in un posto privato ma il serial killer gli dice espressamente che non è disposto a farsi estorcere da lui del denaro e allo stesso tempo Arthur, rivelatosi come Trinity, minaccia Dexter di ucciderlo se non uscirà dalla sua vita. Dexter gli domanda se anche lo facesse lui farebbe lo stesso uscendo dalla sua. Arthur gli promette che lo farà ma Dexter capisce dalle parole di Arthur che gli sta mentendo perché anche se lo lasciasse andare lui e la sua famiglia non saranno mai al sicuro e Arthur continuerebbe a uccidere innocenti indisturbato. Dexter finge di credergli e Arthur se ne va dicendogli beffardamente che farebbe meglio a lasciar perdere il suo ruolo da vigilante prendendolo in giro. Dexter intenzionato a fermare Trinity per sempre e tenere al sicuro la sua famiglia segue il killer in macchina e scopre che voleva fuggire con tutti i soldi della sua famiglia e riesce ad anestetizzarlo e caricarlo nel suo stesso furgone, successivamente Dexter nasconde il denaro con l'intento di farlo recapitare alla famiglia di Arthur appena l'avrà ucciso. Dexter viene però arrestato per non essersi fermato dopo aver rotto lo specchietto di un veicolo in sosta. Debra, interrogando il ragazzino rapito da Trinity, riesce a identificare il killer in Arthur Mitchell tramite la sua fondazione di volontariato, di cui erano sparsi i volantini sul furgone dove il killer teneva il bambino. Dexter, liberato da Rita, torna sul luogo in cui aveva lasciato Arthur, il parcheggio, scoprendo che questi si è ripreso ed è fuggito; convince quindi la moglie a fare un viaggio per qualche giorno con la promessa di raggiungerla appena liberatosi dal lavoro. Si reca quindi a casa Mitchell dove scopre che Arthur era appena andato via con tutti i loro gioielli e contanti. Subito dopo, la polizia fa irruzione nell'abitazione per catturare Trinity, e Dexter riesce a nascondersi appena in tempo per non farsi scoprire. Debra torna in contatto con l'ex informatrice del padre che la indirizza a Laura Moser, la madre di Dexter, e risale alla vera storia riguardante la morte dei genitori del fratellastro e, scoprendo che è imparentato con il killer del camion frigo, riferisce tutto a Dexter aggiungendo che questo non cambia il rapporto tra loro due. Ormai scoperto chi è Trinity, l'FBI prende in mano il caso togliendolo alla squadra omicidi, vera autrice della risoluzione. Arthur prima di andarsene furente con Dexter per averlo sfidato volendo vendicarsi di lui comincia a dargli la caccia per uccidere lui e la sua famiglia per vendetta e trova su internet dove vive Dexter e si reca di notte nel suo appartamento per ucciderlo ma per pura fortuna non sapendo che Dexter si è trasferito a casa di Rita trova la casa vuota. Dexter sapendo che Trinity gli dà la caccia per tenere al sicuro Rita e i bambini li fa andare via il giorno dopo per raggiungerli una volta ucciso il serial killer e comincia a dargli la caccia per eliminarlo una volta per tutte. Arthur riesce a lasciare la città, ma viene intercettato e sedato nuovamente da Dexter che aveva manomesso segretamente la macchina di Arthur per costringerlo a fermarsi. Dopo aver avuto un breve dialogo con Trinity, in cui quest'ultimo deride Dexter dopo che l'ematologo gli ha detto di avere anche lui una famiglia e che a differenza sua è sempre stato una persona buona e amorevole verso la propria famiglia, Trinity viene ucciso e i pezzi del suo corpo buttati in mare. Tornato a casa, e pronto per raggiungere la moglie, trova un messaggio in segreteria. È Rita, che gli dice di essere tornata a casa per prendere la carta d'identità, e che partirà col prossimo volo. Quando Dexter la chiama al cellulare, questo squilla dall'altra parte della stanza, in contemporanea al pianto di un bambino. L'uomo segue il rumore del pianto fino in bagno, dove trova la moglie senza vita nella vasca da bagno, riversa in un lago di sangue con suo figlio Harrison seduto sul pavimento. La scena riporta a come Harry trovò Dexter nel container, anch'egli seduto in un lago di sangue quando vide la madre morire davanti ai suoi occhi. Dexter prende il figlio e lo porta fuori dal luogo del delitto, proprio come fece Harry.
- Guest star: John Lithgow (Arthur Mitchell), Geoff Pierson (Capitano Tom Matthews), Julia Campbell (Sally Mitchell), Mary Mara (Valerie Hodges), Brando Eaton (Jonah Mitchell), Vanessa Marano (Rebecca Mitchell), Jake Short (Scott Smith), Jim Metzler (Agente Speciale Davis), Christina Robinson (Astor Bennett), Preston Bailey (Cody Bennett).